# French Connection (Bande)
Die French Connection war ein Drogenschmugglerring, über den Heroin von der Türkei und dem Nahen Osten nach Frankreich und dann in die Vereinigten Staaten oder nach Kanada geschmuggelt wurde. Dabei arbeiteten korsische Mafiaclans mit etablierten italoamerikanischen und italokanadischen Familien zusammen, welche bei der Verteilung halfen. Die Operation begann in den 1930er Jahren, erreichte ihren Höhepunkt in den 1960er Jahren und endeten schließlich mit der Zerschlagung der Organisation in den 1970er Jahren. Die French Connection war für die Bereitstellung des größten Teils des damals in den Vereinigten Staaten konsumierten Heroins verantwortlich. Die Operation wurde von den korsischen Kriminellen Paul Carbone (und seinem Partner François Spirito) und Antoine Guérini geleitet und umfasste auch Auguste Ricord, Paul Mondoloni und Salvatore Greco. Das Startkapital der Operation stammte zum größten Teil aus Vermögenswerten, die Ricord während des Zweiten Weltkriegs gestohlen hatte, als er für Henri Lafont arbeitete, einen der Leiter der Carlingue (die „französische Gestapo“) während der deutschen Besetzung Frankreichs im Zweiten Weltkrieg.

## Geschichte

### 1930er, 1940er und 1950er
Illegale Heroinlabore in Verbindung mit der Bande wurden erstmals 1937 in der Nähe von Marseille in Frankreich entdeckt. Diese Labore wurden von dem korsischen Bandenführer Paul Carbone geleitet. Die korsische Mafia war jahrelang in die Herstellung und den Handel mit Heroin, vor allem in die Vereinigten Staaten, verwickelt. Dieses Heroinnetzwerk wurde schließlich unter dem Namen The French Connection bekannt.
Die korsische Bande wurde nach dem Zweiten Weltkrieg von der Central Intelligence Agency (CIA) und der Service de Documentation Extérieure et de Contre-Espionnage (SDECE) geschützt, um im Gegenzug zu verhindern, dass die französischen Kommunisten den alten Hafen von Marseille unter ihre Kontrolle brachten.
Zuerst stammte das Rohmaterial für den größten Teil des in den Vereinigten Staaten konsumierten Heroins aus Indochina, dann später aus der Türkei. Türkische Bauern hatten eine Lizenz für den Anbau von Schlafmohn zum Verkauf an legale Pharmaunternehmen, aber viele verkauften ihren Überschuss an den Unterweltmarkt, wo er zu Heroin verarbeitet und in die Vereinigten Staaten transportiert wurde. Die Morphinpaste wurde in korsischen Laboren in Marseille, einem der verkehrsreichsten Häfen im westlichen Mittelmeer, verfeinert. Das Heroin aus Marseille war für seine hohe Qualität bekannt.
Marseille diente als perfekter Umschlagplatz für alle Arten illegaler Waren, einschließlich des überschüssigen Opiums, das die türkischen Bauern aus Profitgründen anbauten. Die Lage des Hafens von Marseille und die häufige Ankunft von Schiffen aus Opium produzierenden Ländern machten es leicht, die Morphiumbasis aus dem Fernen oder Nahen Osten nach Marseille zu schmuggeln. Der französische Untergrund schickte dann große Mengen Heroin von Marseille nach New York City.
Die erste bedeutende Beschlagnahme nach dem Zweiten Weltkrieg erfolgte am 5. Februar 1947 in New York, als 3 kg Heroin im Besitz eines korsischen Matrosen beschlagnahmt wurden, der von einem Schiff kam, das gerade aus Frankreich eingetroffen war.
Es wurde bald klar, dass der französische Untergrund nicht nur seine Beteiligung am illegalen Opiumhandel, sondern auch seine Kompetenz und Effizienz im Heroinhandel steigerte. Am 17. März 1947 wurden auf dem französischen Linienschiff St. Tropez 13 kg Heroin gefunden. Am 7. Januar 1949 wurden auf dem französischen Schiff Batista mehr als 22 kg Opium und Heroin beschlagnahmt.
Nach dem Tod von Paul Carbone war der Guérini-Clan die Herrscherdynastie der Unione Corse und hatte den Opiumschmuggel aus der Türkei und anderen Ländern des Nahen Ostens systematisch organisiert. An der Spitze des Guérini-Clans standen der Marseiller Mafiaboss Antoine Guérini und seine Brüder Barthelemy, Francois und Pascal.
Im Oktober 1957 fand im Grand Hotel et des Palmes in Palermo ein Treffen zwischen Mitgliedern der sizilianischen Mafia und der amerikanischen Mafia statt, um den internationalen illegalen Heroinhandel innerhalb der French Connection zu verhandeln.

### 1960er
Ein bedeutender Fall der French Connection ereignete sich 1960. Im Juni erzählte ein Informant einem Drogenagenten im Libanon, dass Mauricio Rosal, der guatemaltekische Botschafter in Belgien, den Niederlanden und Luxemburg, Morphium von Beirut im Libanon nach Marseille schmuggelte. Die Drogenagenten hatten in einem typischen Jahr etwa 90 kg Heroin beschlagnahmt, aber nach den Erkenntnissen des Geheimdienstes schmuggelten die korsischen Drogenhändler jede zweite Woche 90 kg Heroin. Allein Rosal hatte in einem Jahr seinen diplomatischen Status ausgenutzt, um etwa 200 kg zu transportieren.
Der Jahresbericht 1960 des Federal Bureau of Narcotics schätzte, dass jährlich zwischen 1.200 bis 2.300 kg Heroin aus Frankreich in die Vereinigten Staaten gebracht wurden. Die französischen Drogenhändler nutzten die Nachfrage nach ihrem illegalen Produkt weiter aus und lieferten 1969 80 Prozent des Heroins in die Vereinigten Staaten.
Aufgrund dieser zunehmenden Menge wurde Heroin in den gesamten Vereinigten Staaten leicht verfügbar. In dem Bemühen, die Quelle zu begrenzen, begaben sich US-Beamte in die Türkei, um über die schrittweise Einstellung der Opiumproduktion zu verhandeln. Zunächst stimmte die türkische Regierung zu, ihre Opiumproduktion ab der Ernte 1968 einzuschränken.
Ende der 1960er Jahre, nach der Ermordung von Robert Blemant durch Antoine Guérini, entbrannte in Marseille ein Bandenkrieg, der durch den Wettbewerb um die Einnahmen der Kasinos ausgelöst wurde. Blemants Mitarbeiter, Marcel Francisci, setzte den Krieg in den nächsten Jahren fort.
In den 1960er Jahren soll Jean Jehan der Leiter des Schmugglerrings gewesen sein.

### Zerschlagung in den 1970er Jahren
Nach fünf aufeinanderfolgenden Jahren der Zugeständnisse, verbunden mit internationaler Zusammenarbeit, stimmte die türkische Regierung 1971 schließlich einem vollständigen Verbot des türkischen Opiumanbaus mit Wirkung vom 29. Juni 1971 zu. Während dieser langwierigen Verhandlungen traten die Mitarbeiter der Strafverfolgungsbehörden in Aktion. Eine der wichtigsten Razzien begann am 4. Januar 1972, als Agenten des amerikanischen Bureau of Narcotics and Dangerous Drugs (BNDD) und der französischen Behörden auf dem Pariser Flughafen 50 kg Heroin beschlagnahmten. In der Folge wurden die Drogenhändler Jean-Baptiste Croce und Joseph Mari in Marseille verhaftet. Bei einer dieser französischen Beschlagnahmungen von der French Connection im Jahr 1973 wurden 95 kg Heroin im Wert von 38 Millionen Dollar sichergestellt.
Im Februar 1972 boten die französischen Drogenhändler einem Sergeant der US-Armee 96.000 Dollar (entspricht 586.768 Dollar im Jahr 2019) an, um 109 kg Heroin in die Vereinigten Staaten zu schmuggeln. Er informierte seinen Vorgesetzten, der seinerseits den BNDD informierte. Als Ergebnis dieser Untersuchung wurden fünf Männer in New York und zwei in Paris mit 120 kg Heroin mit einem Straßenverkaufswert von 50 Millionen Dollar verhaftet. In einem Zeitraum von 14 Monaten, beginnend im Februar 1972, wurden sechs große illegale Heroinlabore in den Vororten von Marseille von der französischen nationalen Drogenpolizei in Zusammenarbeit mit amerikanischen Drogenagenten beschlagnahmt und demontiert. Am 29. Februar 1972 beschlagnahmten die französischen Behörden den Shrimpkutter Caprice des Temps, als er in der Nähe von Marseille in Richtung Miami in See stach. Er transportierte 415 kg Heroin. Die Zahl der Drogenverhaftungen in Frankreich schnellte von 57 im Jahr 1970 auf 3.016 im Jahr 1972 in die Höhe. Im Rahmen dieser Untersuchung wurde auch die Besatzung von Vincent Papa aufgelöst, der Anthony Loria Senior und Virgil Alessi angehörten. Die gut organisierte Bande war in den frühen 1970er Jahren für die Verteilung von Heroin im Wert von fast einer Million Dollar an der Ostküste der Vereinigten Staaten verantwortlich, was wiederum zu einem großen Korruptionsskandal innerhalb des New York City Police Department (NYPD) führte. Umfang und Tiefe dieses Plans sind immer noch nicht bekannt, aber Beamte vermuten, dass daran korrupte NYPD-Beamte beteiligt waren, die Papa, Alessi und Loria Zugang zur Asservatenkammer des NYPD gewährten, wo Hunderte von Kilogramm Heroin lagen, das bei der inzwischen berüchtigten Verhaftung der French Connection beschlagnahmt worden war und aus dem sich die Männer selbst bedienten und das fehlende Heroin durch Mehl und Maisstärke ersetzten, um einer Entdeckung zu entgehen.
Die Substitution wurde erst entdeckt, als die Beamten feststellten, dass Insekten alle Beutel mit „Heroin“ fraßen. Zu diesem Zeitpunkt war Heroin im Straßenwert von schätzungsweise 70 Millionen Dollar bereits entwendet worden. Die Verschwörung wurde ans Licht gebracht und es kam zu Verhaftungen. Einige Verschwörer wurden zu Gefängnisstrafen verurteilt, darunter Papa, der später in einem Bundesgefängnis in Atlanta (Georgia) ermordet wurde.
Letztendlich wurde der Guérini-Clan im Rahmen von Bandenkriegen innerhalb der französischen Unterwelt ausgelöscht. 1971 wurde Marcel Francisci von den Polizeikräften des US-Drogendezernats beschuldigt, am Heroinhandel zwischen Marseille und New York City beteiligt gewesen zu sein. Am 16. Januar 1982 wurde Marcel Francisci beim Einsteigen in sein Auto auf dem Parkplatz des Gebäudes, in dem er in Paris lebte, erschossen.

## Bekannte Mitglieder
Folgende Personen und Familien standen in Verbindung mit der French Connection:
- Paul Carbone
- Marcel Francisci
- Antoine Guérini
- Barthélemy Guérini
- Paul Mondoloni
- Joseph Corsini
- Francois Spirito
- Johnny Papalia
- Vito Agueci
- Alberto Agueci
- Vincenzo Cotroni
- Bonanno-Familie
- Lucchese-Familie